# 千代金丸

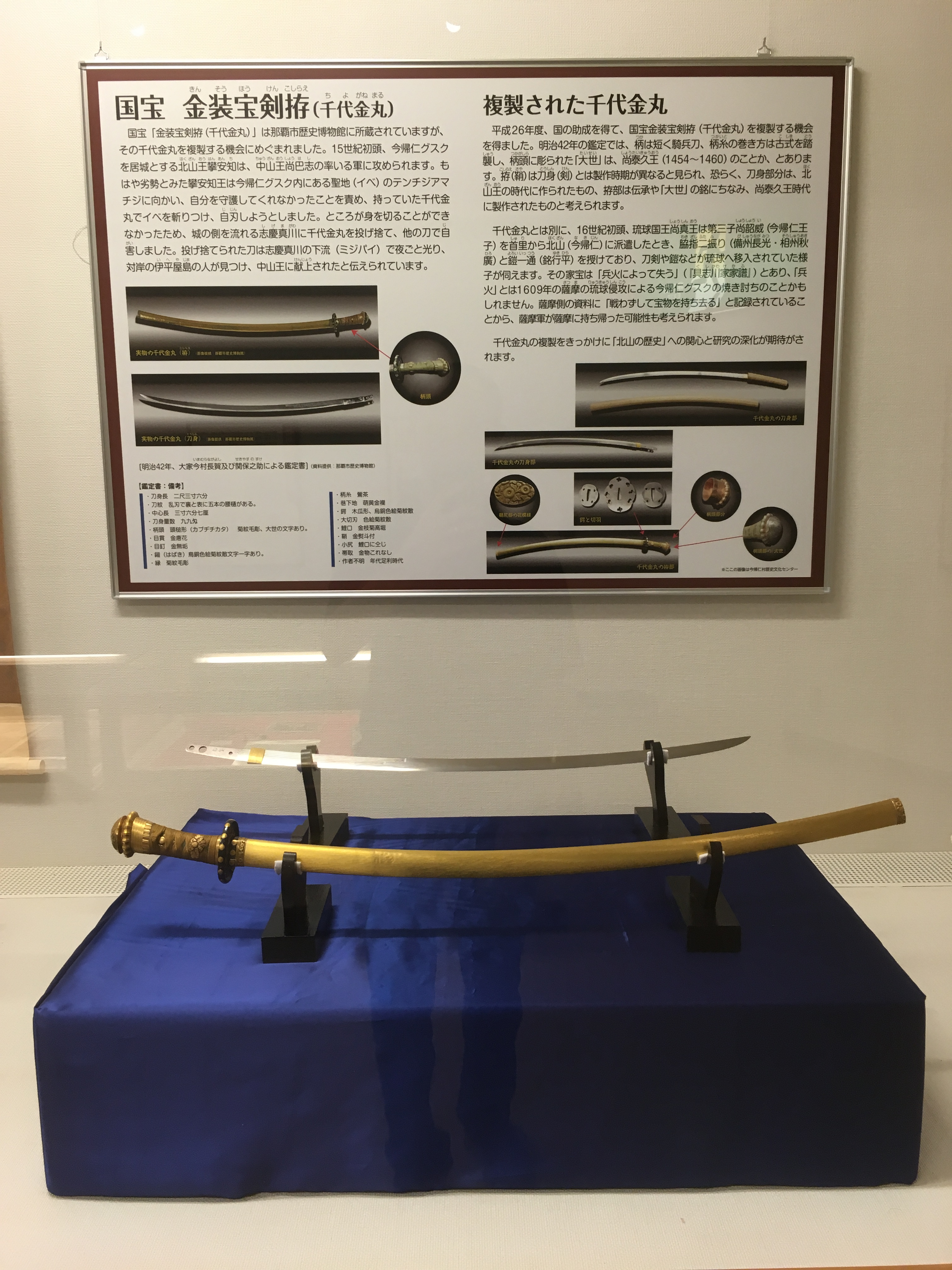
千代金丸の複製品（今帰仁村歴史文化センター蔵）

千代金丸（ちよがねまる）は、16世紀に作られたとされる日本刀（太刀）である。日本の国宝に指定されており、沖縄県那覇市にある那覇市歴史博物館所蔵。琉球国王尚家に伝来した三振りの宝剣の一つ。文化財指定名称は、「金装宝剣拵 刀身無銘（号 千代金丸）」。

## 概要
伝来は「千代金丸宝刀ノ由来」によれば、尚巴志により攻め滅ぼされた北山王攀安知の所持した宝刀で、城を守りきれなかったことに怒って、守護の霊石を切りつけ、更にこの刀で自害しようとしたが、主の命を守る霊力が込められた刀であり、死にきれず、重間（志慶間）川に投げ捨ててから命を絶った。これを伊平屋の住人が拾い上げて中山王に献上したという。
尚家当主尚裕より平成7年（1995年）、平成8年（1996年）に同家伝承文化財が沖縄県那覇市に寄贈され、平成14年（2002年）に三振りとも「琉球王家尚家伝来品」の一つとして重要文化財に指定された。更に平成18年（2006年）、歴史文書類を加えて「琉球国王尚家関係資料」として国宝に指定された。後述の伝承があるが、刀身は三振りとも本土製の日本刀である。国宝としての指定は前述の通り、尚家に伝承された文化財全ての価値を総合したものであり、単体での評価ではない。

## 作風

### 刀身
刃長（はちょう、刃部分の長さ）は71.3センチメートル。刀身は平造りで庵棟、やや細身で先反り強くつく。地金は板目肌流れる。刃文は広直刃調、小互の目交じり、足葉入る。帽子は直ぐに先尖りごころに反り、長く焼き上げる。彫物は表裏に五本の細樋。無銘であるが、16世紀の作かという推定もある。

### 外装
拵えの全長は92.1センチ。古代の頭椎大刀のような形の金製兜金が付いた柄で、「大世」の銘が刻まれている。鍔は赤銅地で木瓜型の板鍔、四方に四花型と猪の目形の透かしを入れ、鍍金毛彫り菊文を散らす。鞘は黄金色に輝く華麗なものである。柄は日本の長剣にしては珍しく片手用（かろうじて拳2つ分の幅がある程度）で、琉球独自の拵えである。ただし、太刀は本来が馬上での使用を考慮した片手打ち（片手用）であったことも考慮が必要である。

## それぞれの名称の入れ違いについての問題
千代金丸の鍔には「てかね丸」の文字が刻まれている。『おもろさうし』にも宝刀「てがねまる（手金丸）」の歌があり、「筑紫だら（つくしぢゃら）」は手金丸の別名と原注されている。「だら」は「太郎」の琉球方言訛りであり、転じて「大切なもの」を意味する。筑紫から来た宝剣（長脇差）の意味である。他書には千代金丸が手金丸であると記述されているが、この形状や、刀身の作成時期などから、千代金丸と治金丸の名前が入れ替わった可能性が提起されている。
千代金丸の別名に重金丸があるが、東恩納寛惇は「千代」が琉球方言訛りで「チュ」となり、それに「重」の字があてられたと推定している。
首切り妖刀の伝承はいくつか伝えられているが、そのうちの一つでは治金丸こそがその妖刀であるという。その逸話の場合、首切り事件は豊見城で起り、包丁を刀に打ち直したのは京阿波根である。ただし、治金丸を所有していたのが大村御殿の北谷王子（北谷領主である王子）であったとして、北谷と結びつけられている。北谷王子は治金丸で黒金座主という妖僧を斬殺し、その怨霊が沖縄民話の妖怪「耳切り坊主」になったとされる。
琉球での日本刀は重要な交易品であったが、その全てが本土製であった。鍛冶師や金細工師はいたものの、琉球時代を通して日本刀の刀工は見られない。ただし、薩摩で修業したという宮古島のナリヤ鍛冶の伝承がある。